# Mumie aus dem Dachauer Moos
Die Mumie aus dem Dachauer Moos, auch als Moorleiche aus dem Dachauer Moos bekannt, ist eine südamerikanische Trockenmumie, die lange Zeit für eine Moorleiche gehalten wurde. Die aus dem 15. bis 17. Jahrhundert stammende Frauenmumie gelangte Ende des 19. Jahrhunderts nach München. Im Laufe der ersten Hälfte des 20. Jahrhunderts wurde sie irrtümlich als Moorleiche angesprochen und von 1977 bis 2007 in der Dauerausstellung der Archäologischen Staatssammlung gezeigt, bis wissenschaftliche Nachuntersuchungen ihre wahre Beschaffenheit aufdeckten.

## Geschichte

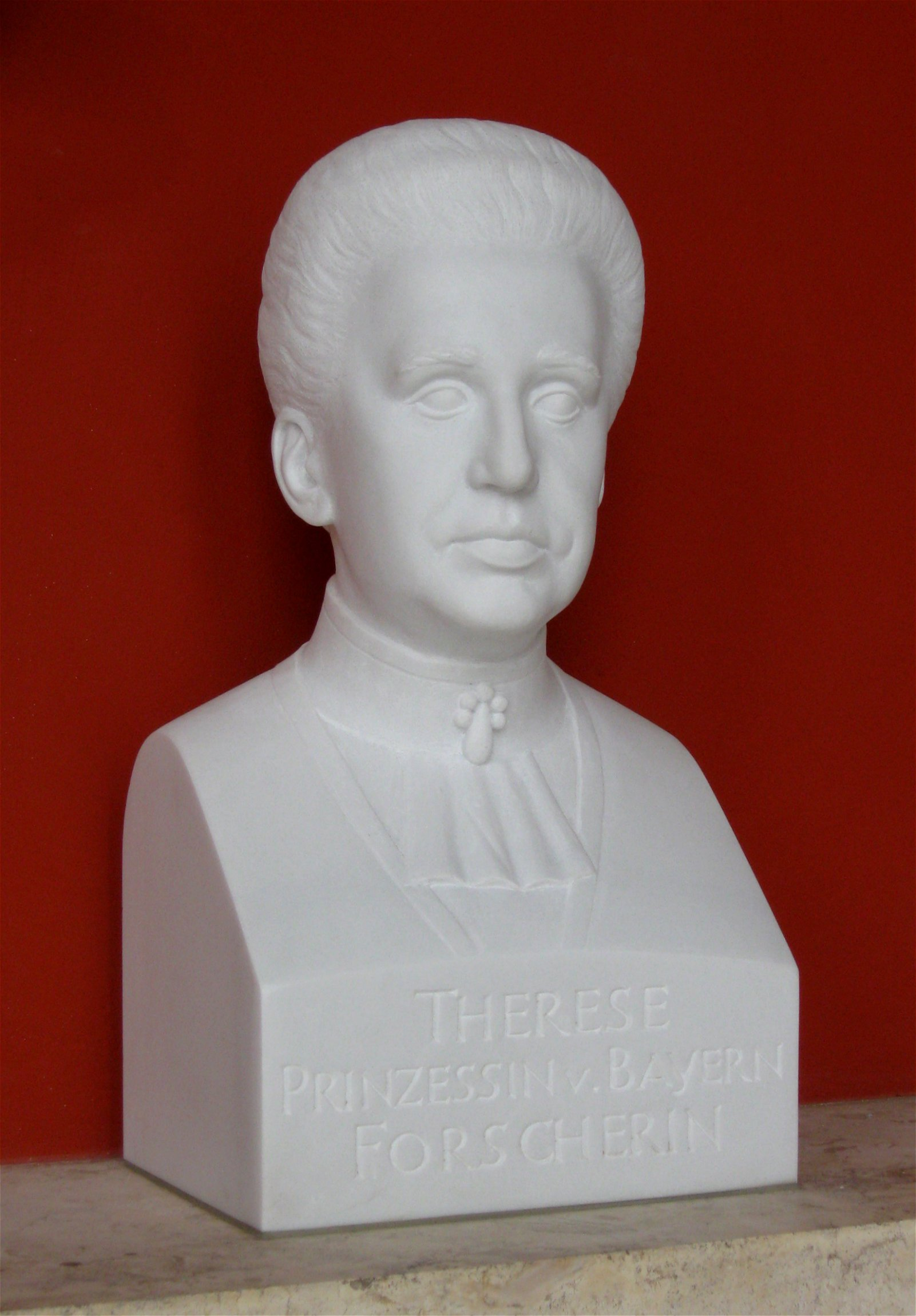
Büste Thereses von Bayern in der Münchner Ruhmeshalle

Wie die Mumie nach München gelangte, lässt sich heute aufgrund der Aktenlage nur noch vage rekonstruieren. Höchstwahrscheinlich wurde sie von der naturwissenschaftlich gelehrten Prinzessin Therese von Bayern, der Tochter Prinzregent Luitpolds von Bayern, nach Deutschland gebracht. Therese von Bayern unternahm Ende des 19. Jahrhunderts zahlreiche Forschungsreisen durch Kolumbien, die Karibik, die Anden und Peru, auf denen sie Exponate für ihre im Leuchtenberg-Palais untergebrachte Privatsammlung sammelte. Unter anderem grub sie 1898 auf einer Reise durch Peru auf dem Gräberfeld von Ancóm in der Nähe von Lima eigenhändig eine männliche Mumie aus und sandte sie nach München. Diese ging 1926 nach dem Tod Prinzessin Thereses zusammen mit großen Teilen ihrer Sammlung an das Völkerkundemuseum München.
Bereits im September 1889 erwarb Therese von Bayern für 38 peruanische Soles (umgerechnet etwa 3.000 €) eine weibliche Mumie samt Grabbeigaben, die angeblich aus dem nördlich von Lima gelegenen Gräberfeld Chuquitanta im Chillon-Tal stammte. Diese Mumie wurde nach dem Eintreffen in München untersucht und vermutlich kurz danach an die Anatomische Anstalt München abgegeben. In den Inventarbüchern der Anatomischen Anstalt wird seit 1904 eine weibliche Moorleiche geführt, über deren Zugang jedoch keine weiteren Nachweise existieren. Ob es sich bei der als weibliche Moorleiche geführten Mumie tatsächlich um die von Therese angekaufte Frauenmumie handelt, ist nicht sicher; es wäre ebenfalls möglich, dass es sich hierbei um eine Mumie aus dem Nachlass des Künstlers und Sammlers Gabriel von Max handelt.
Während des Zweiten Weltkriegs wurde die Sammlung der Anatomischen Anstalt 1945 durch Bombentreffer schwer zerstört. Bei den Bergungsarbeiten wurde die Mumie aus dem Schutt des Gebäudes geborgen und zum Trocknen in die Sonne gelegt. Daraufhin wurde sie jedoch von Arbeitern, die sie irrtümlich für ein Bombenopfer hielten, begraben. Die irrtümliche Bestattung soll sich dann noch ein zweites Mal wiederholt haben. Schließlich wurde die Mumie erneut ausgegraben, gereinigt und als Moorleiche gekennzeichnet. Wann und aus welchen Gründen der Mumie der vermeintliche Fundort Dachauer Moos zugesprochen wurde, ist völlig unklar. Brigitte Haas-Gebhard vermutet einen Zusammenhang mit der räumlichen Nähe des Dachauer Moors zu München, dessen Bekanntheit durch die dortige Künstlerkolonie Dachau und möglicherweise auch einen Zusammenhang mit der unrühmlichen Geschichte Dachaus aufgrund des dortigen Konzentrationslagers. In den darauffolgenden Jahren fand die Mumie nur wenig Beachtung. In den 1970er Jahren wurde sie anthropologisch untersucht und es wurde eine 14C-Datierung vorgenommen. Aufgrund des vermeintlichen Fundorts Dachauer Moos sowie der Datierung wurde die Mumie 1977 als Dauerleihgabe an die Archäologische Staatssammlung München abgegeben, wo sie als Moorleiche aus dem Dachauer Moos in der Dauerausstellung, Abteilung Frühes Mittelalter, gezeigt wurde. 2007 musste die Mumie erstmals wieder aus ihrer Vitrine genommen werden, da ein Parasitenbefall an ihr vermutet wurde. Bei dieser Gelegenheit wurde festgestellt, dass es sich nicht um eine Moorleiche handeln konnte, woraufhin eine umfassende wissenschaftliche Untersuchung eingeleitet wurde.

## Befunde
Bei der Mumie handelt es sich um die Leiche einer Frau, die aufgrund der noch nicht komplett verwachsenen Apophysen auf ein Alter zwischen 20 und 25 Jahren geschätzt wird. Sie liegt in hockender Position mit stark angezogenen Beinen auf der linken Seite. Ihre Arme sind zwischen Bauch und Oberschenkeln verschränkt und die Finger gebeugt. Lediglich der Zeigefinger der linken Hand ist gerade ausgestreckt. Beide Unterschenkel und Füße fehlen. Abdrücke von Einschnürungen an den Oberschenkeln deuten an, dass die Leiche der Frau durch Verschnürungen künstlich in die extreme Hockerposition gebracht wurde. Die Haut der Frau ist lederartig, von mittelgrauer bis anthraziter Farbe und leicht glänzend. Von der Leiche geht ein Geruch von Teer und Wachs aus. An dünneren Hautpartien zeichnen sich deutlich Muskelpartien und Rippen ab. Der Kopf der Frau weist an der Stirn eine größere Fraktur auf, und ihr Gesicht ist größtenteils zerstört. Besonders auffällig sind ihre gut erhaltenen Haare und ihre Frisur. Ihre langen Haare sind mittig über dem Kopf gescheitelt, zu sechs seitlichen Zöpfen geflochten, die wiederum zu zwei größeren Zöpfen zusammengeflochten wurden. An den Enden sind die Haarspitzen umgeschlagen und breit mit Bändern aus Alpakawolle umwickelt. Die Mumifizierung der Leiche erfolgte durch einen rein natürlichen Trocknungsprozess.

### Medizinische Befunde
Der Schädel der Frau weist im Röntgenbefund ein Inkabein auf, einen nicht krankhaften zusätzlichen Knochen, der zur Vermutung führte, dass die Tote aus Südamerika stammen könnte, da diese Anomalie dort besonders häufig auftritt. Daneben zeigt der Schädel Anzeichen einer, damals in Südamerika ebenfalls weit verbreiteten, künstlichen Deformation auf. Der Kopf im Bereich der Gesichtsknochen sowie die vordere Schädelkalotte sind durch massive Gewalteinwirkung zu Lebzeiten eingeschlagen worden. Beide Augenhöhlen und Jochbeine sind zertrümmert und der Oberkiefer weist einen Bruch in Längsrichtung auf. Getreppte Bruchränder deuten auf mehrere Schläge mit einem keulenartigen Gegenstand hin, die die abgesprengten Knochenstücke tief in das Schädelinnere trieben und tödliche Verletzungen des Gehirns mit massiven Einblutungen zur Folge hatten. Abwehrverletzungen sind an den Armen nicht vorhanden. Die Wirbelsäule ist vollständig erhalten, die Bandscheiben sind im Röntgenbild klar erkennbar und ohne erkennbare pathologische Befunde. Lediglich der fünfte Lendenwirbel weist auf der linken Seite eine kleine Verwachsung mit dem Kreuzbein auf, die jedoch ebenfalls nicht als pathologisch eingestuft wird. Zahlreiche Frakturen an Rippen und Schlüsselbeinen sowie Verschiebungen in Gelenken sind postmortal durch den Trocknungsprozess des Körpers bzw. auf deren Behandlung nach der Auffindung zurückzuführen. Ebenso sind die Unterschenkel erst nach dem Tod vom Körper getrennt worden.
Das Gebiss der Frau ist voll entwickelt, kariesfrei und lebensalterlich bedingt nur gering abgenutzt. Es weist bis auf einen beginnenden, aber noch harmlosen Abszess an einem Zahn im rechten Oberkiefer keine krankhaften Befunde auf. Die im Frontbereich fehlenden Zähne aus beiden Kiefern sind erst nach dem Tod verloren gegangen. Eine computertomographische Untersuchung der Mumie bestätigte den guten Erhaltungszustand von Lunge, Herz, Leber und Darm, wenn auch diese Organe stark geschrumpft und verlagert vorliegen. Weitere Organe wie Milz und Nieren waren jedoch nicht mehr identifizierbar. Das Muskelgewebe des Herzens und der Mastdarm weisen deutliche Verdickungen auf, die im Zusammenhang mit kalzinierten Nahrungsrückständen im Darm auf eine Infektion mit der Chagas-Krankheit infolge eines Befalls mit dem Parasiten Trypanosoma cruzi hindeuten. Es ist eine auch heute noch in Südamerika weit verbreitete Krankheit, die zu einer nachhaltigen Zerstörung einiger Muskelgruppen führt. Der Befund der Chagas-Krankheit konnte auch histologisch am Darmgewebe und zusätzlich noch molekularbiologisch mittels DNA-Analyse an der Mumie nachgewiesen werden.

### Naturwissenschaftliche Befunde
Chemische Analysen der Haare ergaben in einer Probe erhöhte Konzentration an Kaolin (Aluminiumsilikat) und Hämatit (Eisen(III)-oxid) sowie Eisen, Arsen und Antimon als Bestandteile aus dem Hämatit. Diese Metalle stammen höchstwahrscheinlich aus einer Färbung der Haare mit dem Erdpigment Ocker, die auch an vielen anderen südamerikanischen Mumien beobachtet wurde. Im Vergleich zu Proben rezenter Haare weisen die Haare der Mumie stark erhöhte Werte an Kupfer, Zink, Quecksilber und Blei auf, die durch die Nahrungsaufnahme zu Lebzeiten in die Haare eingetragen wurden. Weiterhin weist eine zweite Haarprobe hohe Konzentrationen an Magnesium, Aluminium, Kalium, Calcium, Barium und Strontium auf, die sehr wahrscheinlich aus dem Bombenschutt des Krieges stammten. Die Signaturen der Kohlenstoff- und Stickstoff-Isotopenanalyse einiger Haarproben deuten an, dass die Nahrung der Frau zu Lebzeiten fast ausschließlich aus Meerestieren und Guano-gedüngten C4-Pflanzen wie Mais bestand, wie sie in küstennahen Regionen Chiles oder Perus vorkommen. In den letzten zwei Lebensmonaten ist jedoch eine deutliche Änderung ihrer Nahrungszusammensetzung fassbar. Die Anteile an Meerestieren und meeresnah gewachsenen C4-Pflanzen verschwinden fast gänzlich zugunsten von im Landesinneren gewachsenen C4-Pflanzen.

### Datierung
Zunächst wurde für die Moorleiche aus dem Dachauer Moos ein Sterbedatum im 15. oder 16. Jahrhundert angenommen. Eine in den 1970er Jahren an der Christian-Albrechts-Universität zu Kiel durchgeführte 14C-Analyse einer Probe aus dem verletzten Rumpf mittels Beschleuniger-Massenspektrometrie (AMS) ergab ein Sterbedatum zwischen 1440 und 1630 n. Chr. Eine weitere, an der Universität Erlangen durchgeführte 14C-Analyse ergab ein kalibriertes Sterbedatum zwischen 1451 und 1642.

## Deutung
Die isotopenanalytisch beobachtete merkliche Reduzierung von Meerestieren in der Ernährung vor dem Tod könnte durch einen Umzug von einer Küstenregion in das Landesinnere begründet sein. Ebenso möglich, aber unwahrscheinlicher ist eine vollständige Änderung der Ernährungsgewohnheiten der Frau ohne eine räumliche Veränderung. Nach Bekanntwerden der südamerikanischen Abstammung der Mumie wurden zahlreiche Vermutungen über die mögliche Zugehörigkeit zu einzelnen Volksstämmen angestellt. Aufgrund der Rotfärbung der Haare wurden die Stämme Chinchorro und Chiribaya angenommen, von denen bekannt ist, dass sie Haut und Haare ihrer Mumien mit Ocker rot einfärbten. Aufgrund der für die Frisur verwendeten Alpakawolle sowie der Isotopen- und Spurenelementanalysen wurde angenommen, dass die Frau möglicherweise im Bereich der Atacamawüste lebte und verstarb. Als Todesursache kann mit nahezu absoluter Sicherheit die Schädelverletzung angenommen werden. Umfang und Art der Verletzungen sprechen für eine gezielte Tötung durch eine oder mehrere andere Personen. Über die Gründe der Tötung können nur Spekulationen angestellt werden. Fehlende Abwehrverletzungen an den Armen sprechen eher gegen einen Überfall oder Kampf. Die sehr massive Zertrümmerung des Kopfschädels durch mindestens ein halbes bis ein Dutzend Schläge mit einem keulenartigen Gegenstand könnten auf eine rituelle Tötung hindeuten. Sicher ist aber, dass die Frau eine für ihre Kultur typische Bestattung erhielt.

## Verbleib
Da nach der wissenschaftlichen Bearbeitung die Herkunft der Mumie aus Europa sicher ausgeschlossen werden konnte und sie aus diesem Grunde thematisch nicht mehr in das Sammelspektrum der Archäologischen Staatssammlung passte, wurde beschlossen, sie zukünftig nicht mehr öffentlich auszustellen. Die spektakulären Ergebnisse der wissenschaftlichen Untersuchungen wurden zusammen mit der Mumie in einer Abschiedsausstellung vom 28. Februar bis zum 31. August 2014 in der Archäologischen Staatssammlung letztmals öffentlich präsentiert, danach wurde die Mumie im Magazin der Staatssammlung eingelagert. Es wird erwogen, die Mumie nach Südamerika zurückzuführen, sobald ihr genauer Herkunftsort ermittelt wurde.